# Eteri Gvazava
Eteri Gvazava (en russe : тери Гвазава), née en 1969 à Omsk (Sibérie), est une chanteuse d'opéra russe de tessiture soprano.

## Filmographie

### À la télévision
- 2000 : La traviata à Paris : Violetta Valéry[2],[3],[4],[5].

## Discographie sélective
- 2000 : Giuseppe Verdi : La Traviata a Paris, Zubin Mehta, CD, WEA
- 2000 : Giuseppe Verdi : La Traviata a Paris, Zubin Mehta, DVD, 01 Distribuție
- 2004, 2009 : Gustav Mahler : Sinfonie 2 / Resurrection, Claudio Abbado, CD, Naxos Deutschland GmbH
- 2004 : Gustav Mahler : Sinfonie 2 / la Mer, Claudio Abbado, CD, Deutsche Grammophon (Universal)
- 2004 : Abbado in Lucerne : Werke von Debussy, Claudio Abbado, DVD, Naxos Deutschland GmbH
- 2005 : W.A. Mozart : Le nozze di figaro, Zubin Mehta, DVD, TDK
- 2010 : Gustav Mahler : Sinfonie 2 / Resurrection, Claudio Abbado, Blu-Ray, Naxos Deutschland GmbH